# Ramses IV.
Ramses IV. war der 3. altägyptische König (Pharao) der 20. Dynastie (Neues Reich) und regierte etwa von 1156 bis 1150 v. Chr.

## Familie
Ramses IV. trug bereits als Prinz den Namen „Ramses“ und war sehr wahrscheinlich der fünfte Sohn von Ramses III. und der „Großen königlichen Gemahlin“ Isettahemdjert. Zu seinen älteren Brüdern zählen die Prinzen Amunherchepeschef, Paraherwenemef, Chaemwaset und Sethherchepeschef. Sein jüngerer Bruder (oder Halbbruder) war Ramses VI., der als Prinz ebenfalls den Namen Amunherchepeschef trug.
Verheiratet war er vermutlich mit Tentipet, Thronerbe wurde sein Sohn Ramses V.

## Ramses IV. als Prinz
Ramses IV. wurde vermutlich in der Regierungszeit von Sethos II. geboren (1200 v. Chr.) und bestieg den Thron erst mit circa vierzig Jahren. In dem ersten Jahrzehnt seines Lebens regierte Königin Tausret, die als herausragende Herrscherin der ausgehenden 19. Dynastie gilt und als einzige ein dekoriertes Königinnengrab im Tal der Könige erhält. Bei der Thronbesteigung von Ramses III. ist Prinz Ramses bereits im jugendlichen Alter und damit alt genug, um an der Seevölkerschlacht in den ersten Regierungsjahren seines Vaters teilzunehmen. Die Mitwirkung der Prinzen bei der siegreichen Abwehr der Seevölker ist auf der Nordmauer des Tempels von Medinet Habu dargestellt, auf der die Prinzen jedoch unbenannt bleiben.

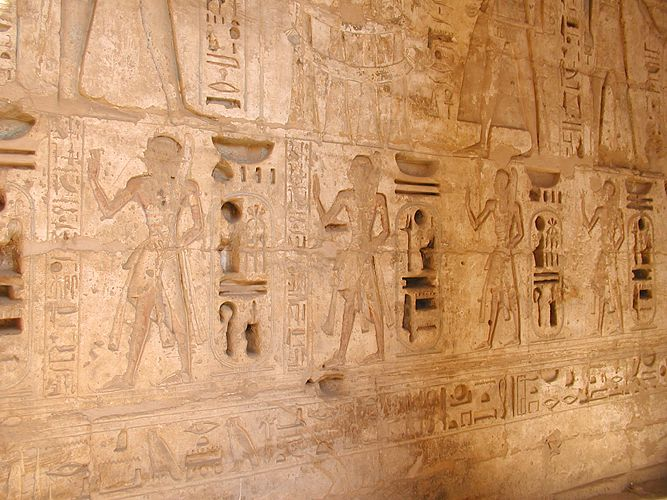
Prinzen-Prozession in Medinet Habu.

Die erste inschriftliche Erwähnung stammt aus seinem Prinzengrab QV53, das möglicherweise in das Jahr 10 von Ramses III. datiert werden kann. Sein Name erscheint auch an erster Stelle bei der Prinzen-Prozession in Medinet Habu, bei der – parallel zur Prinzen-Prozession des Ramesseums – die Söhne von Ramses III. in absteigender Rangfolge dargestellt werden. Prinz Ramses trägt dort als einziger Sohn in Kombination die Titel eines Erbprinzen, königlichen Schreibers und Generals, die allerdings erst später nach seiner Thronbesteigung beigeschrieben wurden. Die Beischriften zu den Prinzendarstellungen blieben lange Zeit unausgefüllt, genau so wie die Kartusche der Königin, so dass die Festlegung der Thronnachfolge vermutlich erst relativ spät stattfand. Erst nach dem Tod seines Bruders Setherchepeschef stieg Ramses IV. spätestens im Jahr 22 zum offiziellen Thronanwärter auf. Auf einer Szene im kleinen Tempel von Ramses III. in Karnak nimmt er zusammen mit seinem jüngeren Bruder Amunherchepeschef (II.), dem späteren Ramses VI., am Min-Fest teil.
Ramses IV. verbrachte mindestens zehn Jahre als Kronprinz und war in dieser Zeit vermutlich mit Routinearbeiten in der Verwaltung beschäftigt. Im Gegensatz zu einigen seiner Brüder trug er keinen Priestertitel, dafür aber den eines Militärkommandanten (Generalissimo). Seine offizielle Residenz befand sich entweder in Memphis oder Pi-Ramesse, wo Ramses III. Stadtviertel für verschiedene Beamte einrichtete. Ein Graffito im Soleb-Tempel von Amenhotep III. bezeugt, dass er mindestens einmal nach Obernubien entsandt wurde. Möglicherweise handelte sich dabei um eine gewöhnliche Inspektion, es wäre aber auch möglich, dass die Entsendung der Niederschlagung eines Aufstandes diente. Im Laufe der Jahre wurde er mit immer mehr Aufgaben vertraut, so stammen z. B. aus dem Grab TT148 des Amenemope einige Szenen, in der er diesen in Anwesenheit von Ramses III. zum Hohepriester der Mut im Jahr 27 ernennt.

## Herrschaft

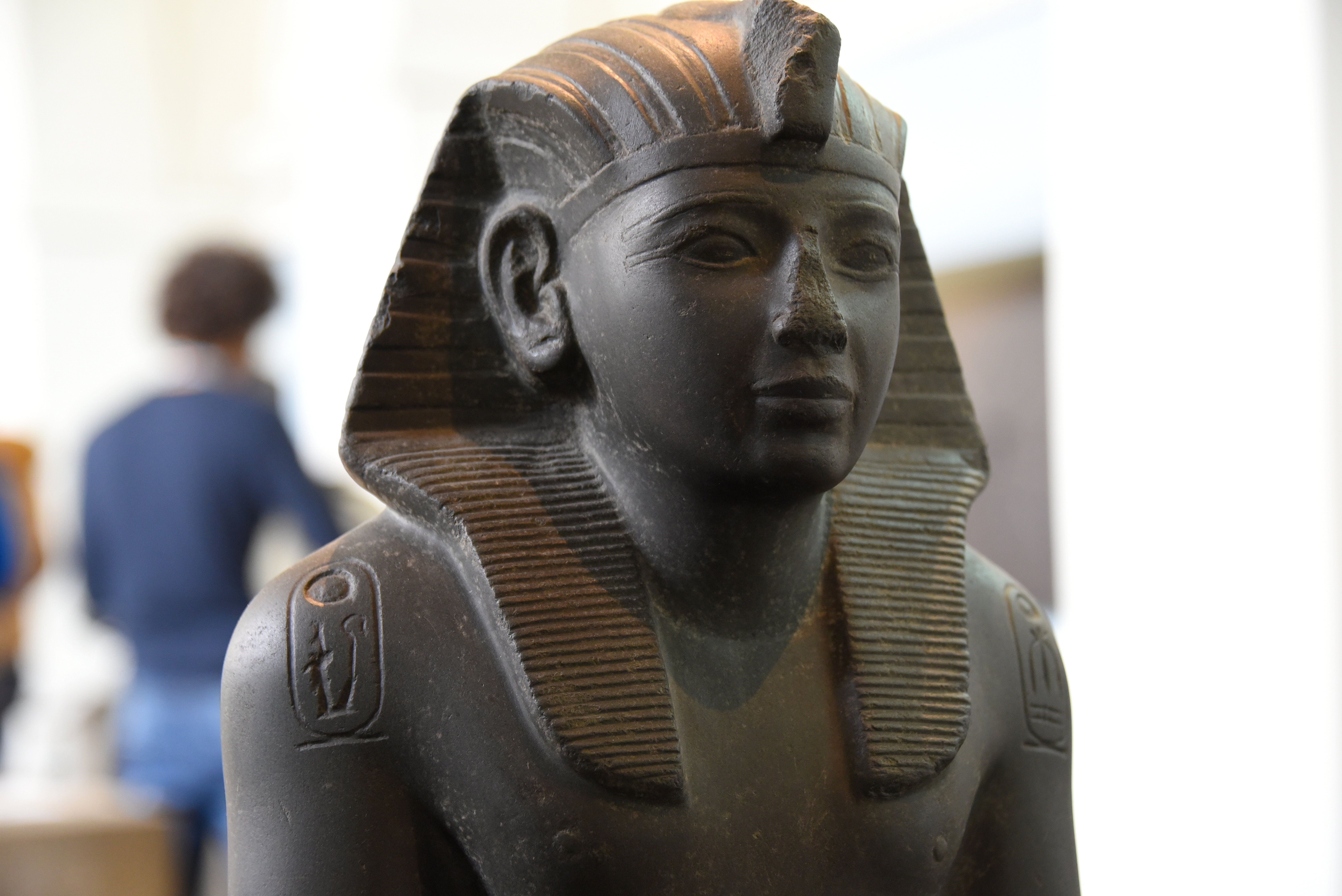
Büste von Ramses IV. im British Museum

Ramses IV. folgte seinem Vater am 15. Schemu III (7. April) 1156 v. Chr. auf den Thron. Die Bestattung von Ramses III. ließ er 74 Tage nach dessen Tod am 24. Achet I (20. Juni) in Grab KV11 im Tal der Könige durchführen und regierte im weiteren Verlauf etwa bis zum 17. Achet III 1150 v. Chr.; das sind etwas mehr als sechs Jahre.
Gleich nach Regierungsantritt ließ Ramses IV. die Haremsverschwörer zum Tod oder zu Verstümmelungen verurteilen. Die Akten eines von ihm veranlassten Prozesses zur Bestrafung der Verschwörer sind teilweise erhalten.
Zudem fertigte er den Großen Papyrus Harris an, der als fiktiver Rechenschaftsbericht für die Taten von Ramses III. und als Legitimationsschrift für Ramses IV. dienen sollte.
Der Herrschaftsantritt selbst wurde als goldenes Zeitalter besungen, in dem er sich von Osiris eine doppelt so lange Lebens- und Regierungszeit wie Ramses II. wünschte.

### Titulatur
Bei der Wahl der Titulatur orientierte sich Ramses IV. stark an die Namen von Ramses II. Ab dem zweiten Regierungsjahr änderte Ramses IV. seinen Thronnamen und benutzte als Epitheton den ungewöhnlichen Begriff Mˁ3.ty („Legitimierter“, „der Rechtmäßige“), was möglicherweise darauf hinweist, dass sein Anspruch auf den Thron nicht ohne Schwierigkeiten verlief.

### Außenpolitik
Während die nubischen Gebiete von Kusch und Wawat (Unternubien) bis zum Ende der 20. Dynastie fest in ägyptischer Hand blieben, nahm der ägyptische Einfluss in der Levante nach der Zeit von Ramses III. langsam, aber stetig ab. Von Ramses IV. sind in diesem Gebiet bisher nur einige Skarabäen gefunden worden.
Im Papyrus Harris I wurde erwähnt, dass am Ende der Regierungszeit von Ramses III. noch neun Städte aus dem Kanaan zum thebanischen Amuntempel gehörten und dass der Bau eines ägyptischen Tempels in Gaza geplant war.
Auch wurden die Minen im Sinai weiterhin besucht und die Lieferrouten im südlichen Kanaan fortwährend kontrolliert.
Aus der Zeit von Ramses IV. existieren keine konkreten Hinweise für militärische Operationen, jedoch wurden in Amara-West hieratische Stelenfragmente gefunden, die auf eine Seeschlacht oder eine nächtliche militärische Kampagne hinweisen, die eventuell im dritten Jahr von Ramses IV. stattgefunden haben könnte.

### Expeditionen

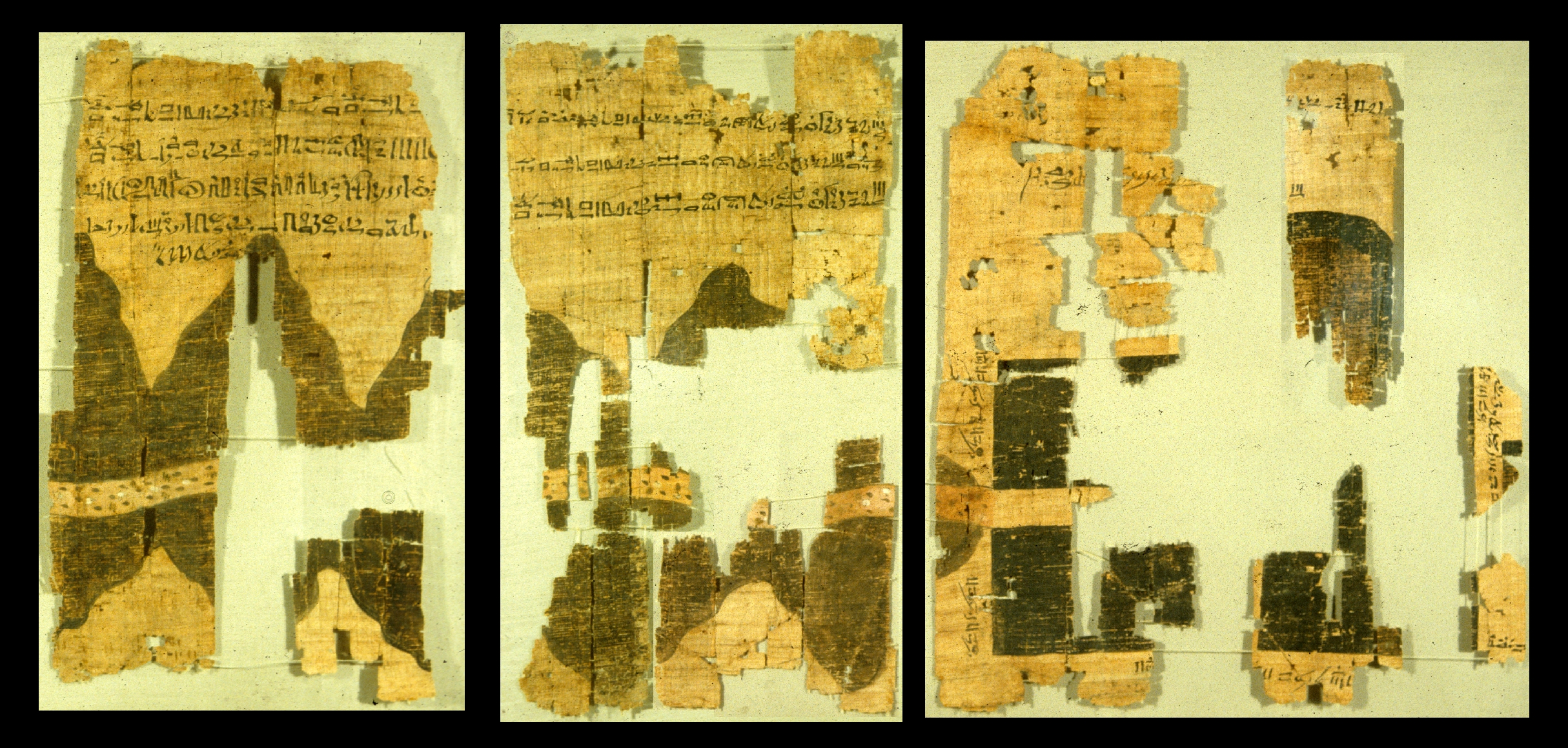
Rechte Hälfte des Turiner Lagerstätten-Papyrus

Ramses IV. ließ für den gewaltigen Materialbedarf seiner Bauprojekte mehrere Expeditionen ins Wadi Hammamat durchführen.
Diese dienten vor allem zur Gewinnung von Bechen-Stein.
Die erste erfolgte kurz nach Regierungsantritt (unter Usermaatrenacht) und eine zweite noch am Ende des ersten Jahres (unter dem Hohepriester des Month, Turo (Hekamaatrenacht)).
Aus dem zweiten Jahr zeugt eine Felsstele von einer weiteren Expedition, die Bechen-Stein für den „Ort der Ewigkeit“ (thebanische Nekropole) herbeischaffen sollte. Der Hauptzweck dieser Unternehmung war der Transport eines fünf Meter langen Blockes, der möglicherweise für eine königliche Statue bestimmt war.
Die größte und bedeutendste Expedition fand im dritten Jahr statt und diente zur Materialgewinnung für den „Platz der Wahrheit“ (Deir el-Medina), wo Statuen für die königlichen Totentempel in Theben-West angefertigt wurden.
Die Expedition wurde vom Hohepriester des Amun, Ramsesnacht, geführt und war mit 8368 Mann (einschließlich 5000 Soldaten) besetzt, von denen 900 starben.
Zu den Begleitern zählten viele hohe Beamte (z. B. der Schatzhausvorsteher Chaemtir und der Bürgermeister von Theben Amenmose), Armeeangehörige und einige Kunsthandwerker.
Es handelte sich dabei um die größte Expedition ins Wadi Hammamat seit dem Mittleren Reich.
Eine letzte Steinbruchexpedition fand vielleicht im sechsten Jahr statt.
Im Zusammenhang mit den Expeditionen steht auch der Turiner Lagerstätten-Papyrus. Dabei handelt es sich um eine geologische Karte mit den Abbaugebieten im Wadi, die wahrscheinlich extra für die Unternehmungen unter Ramses IV. angefertigt wurde.
Im Norden fanden zeitgleich mehrere Expeditionen in die Türkisminen von Serabit el-Chadim statt, von denen die letzte im fünften Jahr – u. a. durch die Stele des Panunefer – am besten bezeugt ist. Die Expeditionen dienten nicht nur zur Gewinnung von Türkis, sondern auch zur Errichtung einer Kapelle für den Königskult im dortigen Hathor-Tempel. Im Sanktuarium des Tempels fanden sich auch einige Tempelszenen mit Ramses IV. und mehrere Statuen. Allerdings währte der neu eingerichtete Königskult nur bis zur Zeit von Ramses VI.
Weitere Expeditionen zur Materialbeschaffung führten zu den Kupferminen in Timna und zur nubischen Grenzfestung Buhen.

### Bautätigkeiten

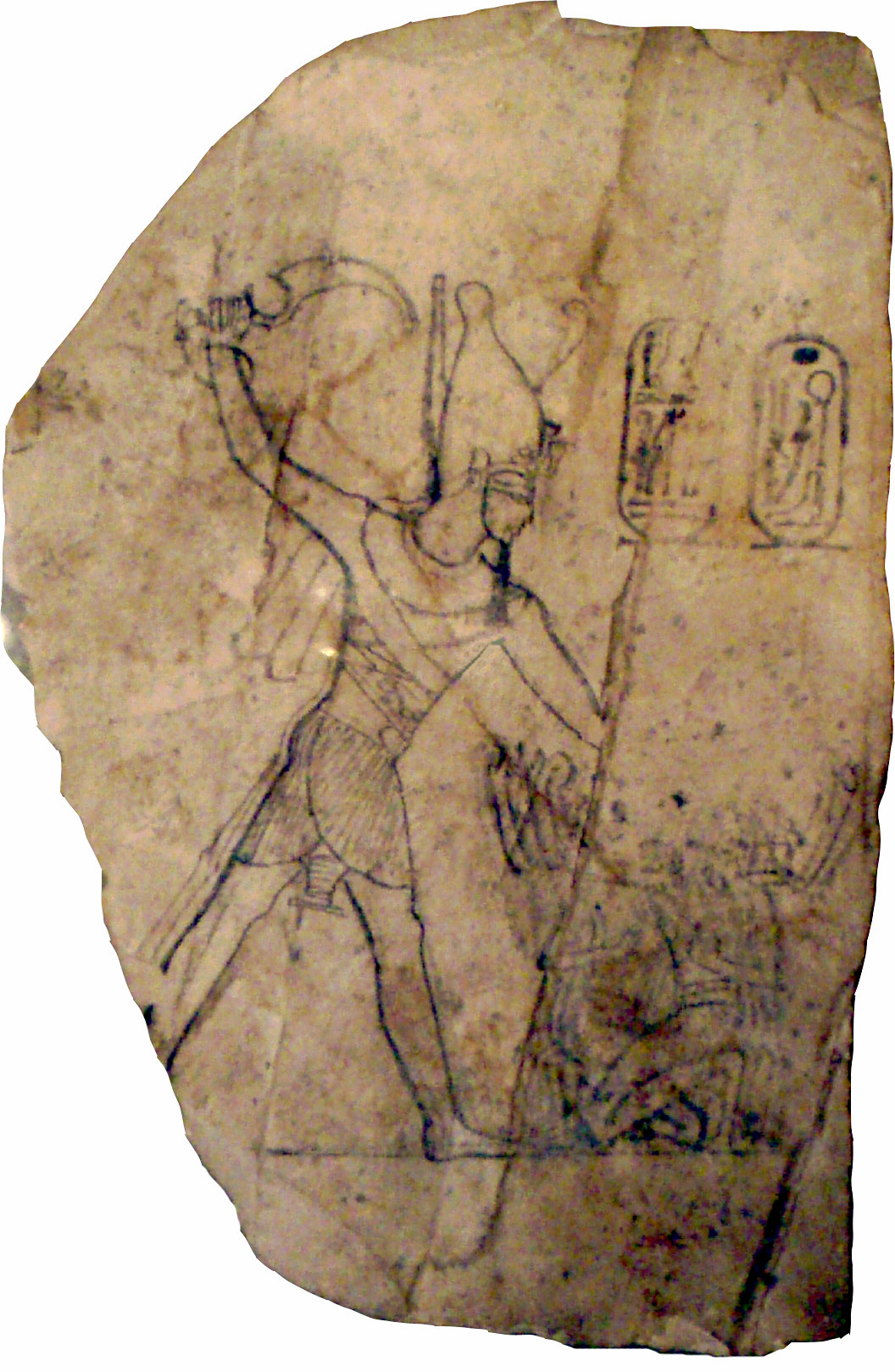
Ostrakon, Ramses IV. erschlägt die Feinde Ägyptens

Als erstes Projekt nahm sich Ramses IV. den Bau eines großen Totentempels in Al-Asasif (Theben-West) vor. Ein weiterer kleinerer Bau wurde zwischen dem Totentempel des Amenophis (Sohn des Hapu) und Deir el-Medina angelegt. Nahe dem Taltempel der Hatschepsut errichtete er zudem einen einfachen Kolonnadentempel.
Auch außerhalb von Theben-West sind Bautätigkeiten belegt. In Karnak setzte er vor allem die Arbeiten von Ramses III. am Ach-menu von Thutmosis III. fort und dekorierte den Sanktuarumgang im Chons-Tempel. In Heliopolis zeugen der Tempel des Ramses II./III. und ein Obelisk von seinen Bautätigkeiten. In Memphis ist er durch eine Statue bezeugt. Darüber hinaus usurpierte er auch oftmals ältere Bauten und Statuen, indem er Titulaturzeilen oder Kartuschen anfügte, so z. B. in Buhen, Gerf Hussein, Edfu, Elkab, Esna, Armant, Medinet Habu, dem Ramesseum, Karnak und Luxor, Koptos, Medamud, El-Tod, Abydos und Memphis. Nubische Stelen existieren in Aniba und Amara-West.
Einige Anzeichen sprechen für eine große Eile bei den Baudurchführungen in Theben-West. So wurde die Anzahl der Arbeiter in Deir el-Medina auf das Doppelte erhöht (120 Mann) und es musste sogar an hohen Festtagen gearbeitet werden. Außerdem ließ Ramses IV., anstatt eigene Blöcke anfertigen zu lassen, Blöcke oder gar ganze Wände aus Nebengebäuden des Ramesseums oder anderen Bauten verwenden. Trotz des hohen Arbeitspensums blieben die Tempelanlagen in Theben-West dennoch allesamt unvollendet.

### Verwaltung
Zur Verwaltung zählten u. a. der Wesir Neferrenpet, die Schatzhausvorsteher Monthemtaui, Chaemtir und Ramses Userherchepesch, der Hohepriester des Amun Ramsesnacht, der Bürgermeister von Theben Amenmose, der General Usermaatreseneb und der Vizekönig von Kusch Hori III.

## Nach dem Tod
Ramses IV. starb in seinem siebten Regierungsjahr im Alter von rund fünfzig Jahren.
Unter seinen Nachfolgern Ramses V. bis Ramses VIII. kam es zu Thronstreitigkeiten, welche teilweise zu Bürgerkrieg führten.

### Gräber
Als erstes Grab diente QV53 im Tal der Königinnen, wo normalerweise keine Könige, sondern Prinzen bestattet wurden. Als Thronfolger übernahm er vielleicht zunächst das anonyme Prinzengrab KV3 im Tal der Könige, das zuvor für Ramses III. als Königsgrab konzipiert und wegen mangelnder Gesteinsqualität aufgegeben wurde. Das eigentliche Grab von Ramses IV. ist jedoch KV2. Von dem Grab existiert ein antiker Plan auf dem Papyrus Turin 1885, der jedoch teilweise ungenau ist.

### Mumie und Sarg

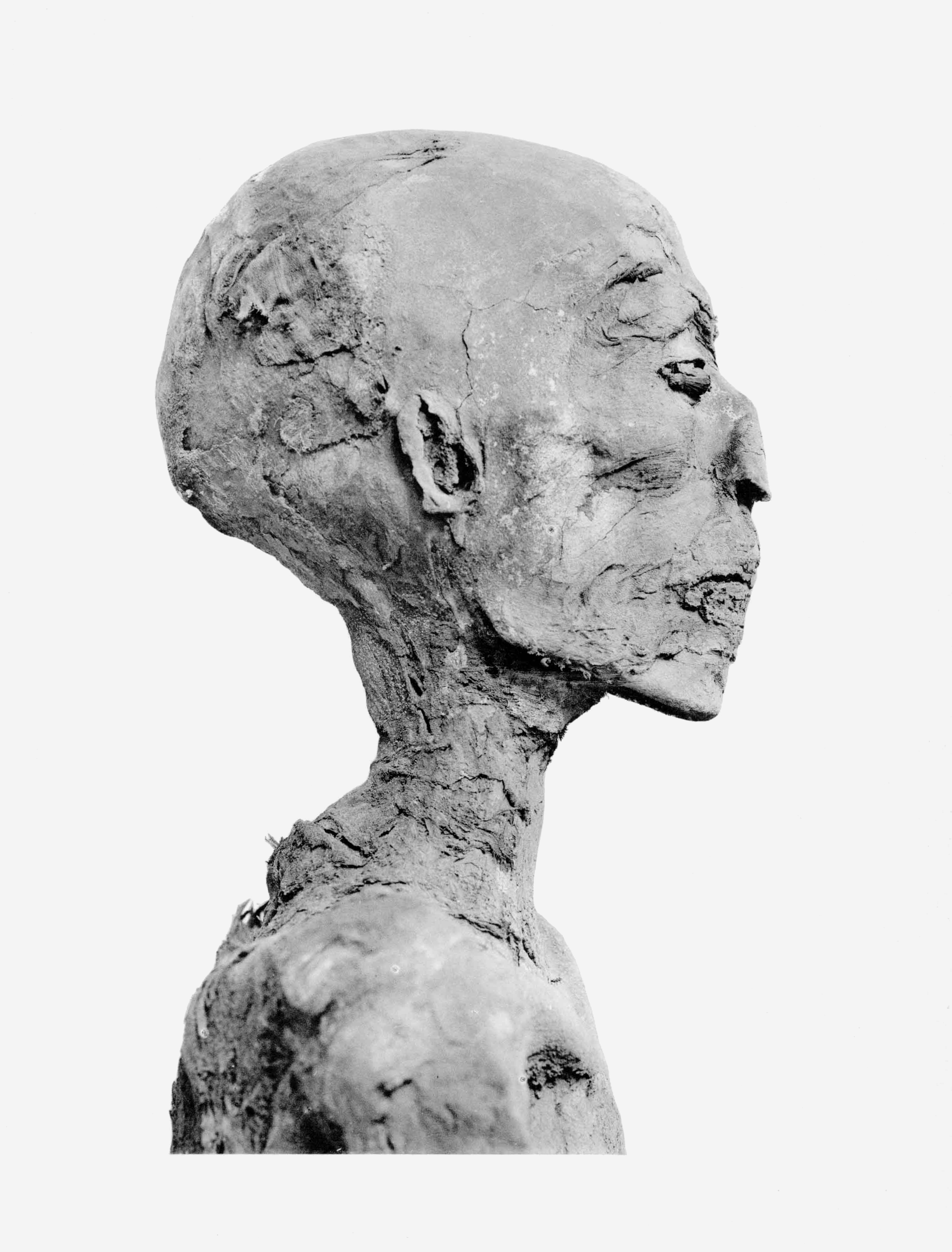
Kopf der Mumie von Ramses IV.

Die Mumie wurde 1898 in einer Seitenkammer im Königsdepot (KV35) gefunden, deren Umbettung durch ein Graffito des Penamun bezeugt ist. Sie wurde 1905 von Grafton Elliot Smith ausgewickelt und untersucht. Die Mumie war relativ unversehrt und wies eine typische Mumifizierung der 20. Dynastie auf. Einzige Neuerungen waren Zwiebeln als künstliche Augen und eine Harzkugel zur Abdichtung des Anus.
Der Sarg gehörte ursprünglich einem Wab-Priester namens Ahaaa.
Die originale Dekoration war mit Mörtel verdeckt, auf dem der Name von Ramses IV. in schwarzer Tinte geschrieben stand. Nach Nicholas Reeves wurde der Sarg bei der Wiederbestattung in KV14 in derselben Werkstatt gefertigt wie die Särge von Sethos II. und Siptah. Im Jahr 13 von Smendes I. wurden Mumie und Sarg dann in KV35 untergebracht.

### Totenkult
Sein Totenkult ist in der 20. Dynastie durch den Papyrus Wilbour und thebanische Privatgräber belegt und fand vielleicht in einem Bau nördlich des Totentempels von Amenophis, Sohn des Hapu, statt.